# Rijksmuseum Twenthe
El Rijksmuseum Twenthe a Enschede, Països Baixos, va ser fundat el 1927 pel baró de la indústria tèxtil Jan Bernard van Heek. Va donar la seva pròpia col·lecció privada i l'edifici del museu al govern, convertint-lo així en un museu nacional. El museu està situat al barri de Roombeek, a 10 minuts a peu al nord-est de l'estació de ferrocarril. Té una petita botiga de regals i una cafeteria, però no disposa d'aparcament, de manera que es recomana als visitants que no vinguin amb cotxe.
Al llarg de les dècades, el museu s’ha centrat tant en l’art del segle xviii com en les obres contemporànies, amb la col·lecció Art & Project, una antiga galeria d’art propietat de Geert van Beijeren i Adriaan van Ravesteijn, a més d’una gran col·lecció d’animals pintats per Wilhelm Kuhnert, Carl Rungius i Bruno Liljefors. El museu també té una gran col·lecció d’obres del segle XVII (Jacob Van Ruysdael i Salomon van Ruysdael) i del segle xviii, llibres medievals i objectes religiosos i algunes pintures d’ impressionistes de finals del segle xix. La col·lecció d'art del segle XX també és important (Karel Appel, Armando). Una ala del museu s'utilitza per a exposicions temporals d'art majoritàriament modern. És el museu d'art més gran de l'est del país.
El 1996, el museu es va convertir en una organització privada en forma de fundació.
El 2000, un desastre degut a focs artificials o vuurwerkramp va causar grans danys a l'edifici, però la col·lecció d'art va resultar completament il·lesa. El museu va tancar gairebé un any per fer reparacions.
Des del 2006-2008 el museu va mostrar part de la col·lecció del Rijksmuseum d'Amsterdam, especialment art del segle xviii.